# Повіти Японії
Пові́ти Япо́нії (яп. 郡, ґун) — адміністративні одиниці нижче префектурного рівня. У віданні повітової адміністрації перебувають містечка і села Японії.

## Історія
Починаючи з 8 століття японський повіт ґун був нижчою адміністративною одиницею японських провінцій куні (яп. 国). Йому підпорядковувалися волості ґо (яп. 郷) і села сато (яп. 里). Як правило, кожна провінція поділялася на декілька повітів. 
Після реформ реставрації Мейджі у 1878 році повіт продовжував відігравати роль адміністративної одиниці нижчої за префектуру, але вищої за місто, містечко чи село. Уся територія префектури поділялася на повіти.
У 1947 міста, що знаходились під контролем повітової адміністрації префектури, були переведені у відомство префектурної адміністрації, завдяки прийняттю закону про самоврядування. Фактично, міста отримали рівний із повітами статус. Містечка і села були залишені повітовим чиновникам, проте із постійним розростанням міст і поглинанням ними сусідніх містечок та сіл, територія повітів почала скорочуватися.
Сьогодні повіти існують переважно у недостатньо освоєних і заселених периферійних районах, там де урбанізаційні процеси не набрали повного розмаху. Багато повітів, які століттями існували на японській карті зникли через їх містами. 
На квітень 2007 в Японії існувало 398 повітів .